# Molslaan
De Molslaan is een straat en gracht in de plaats Delft in de Nederlandse provincie Zuid-Holland. De oost-west gesitueerde gracht is een verbinding tussen de Oosteinde en de Brabantse Turfmarkt. De Molslaan is ca. 350 meter en genoemd naar Jan Mol Dirksz. Zijstraten van de Molslaan zijn de Beestenmarkt, Kruisstraat, Maria Gouweloospoort en de Paradijspoort.

## Geschiedenis
Vroeger zaten aan de Molslaan enkele pakhuizen. Ook zaten hier in de 17e eeuw diverse plateelbakkerijen. Dit waren De Porceleyne Schotel van eigenaar Van Goch en De Dissel o.l.v. Kruyck en De Cooge. Maar deze waren ook te vinden op de hoek van de Kruisstraat met de Molslaan: De Twee Scheepjes onder leiding van Keyser, en aan de Rietveld: De Vergulde Blompot. Deze laatste verhuisde tussen 1671 en 1750 naar de Molslaan.

## Fotogalerij

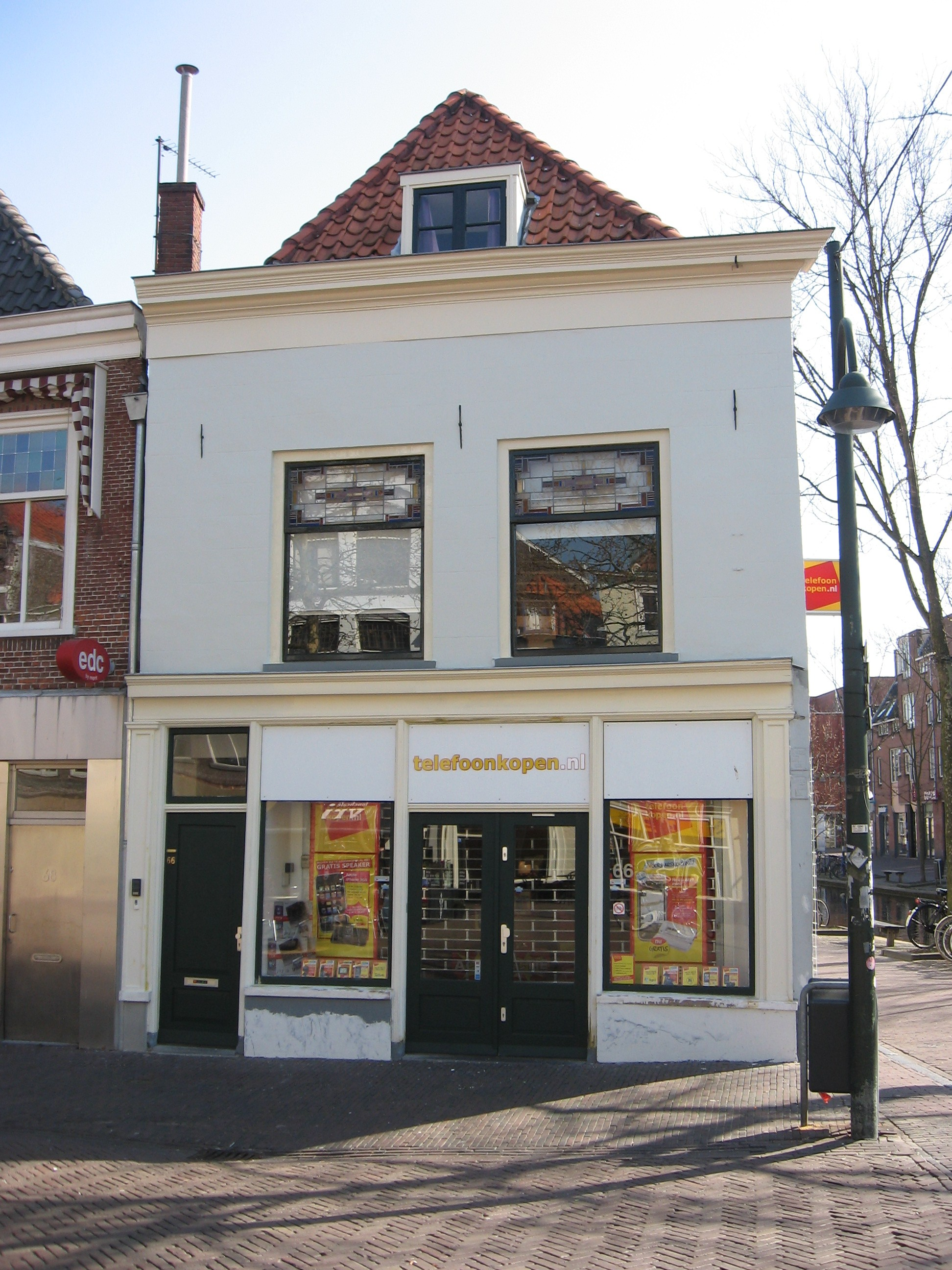
Hoekpand Brabantse Turfmarkt en Molslaan
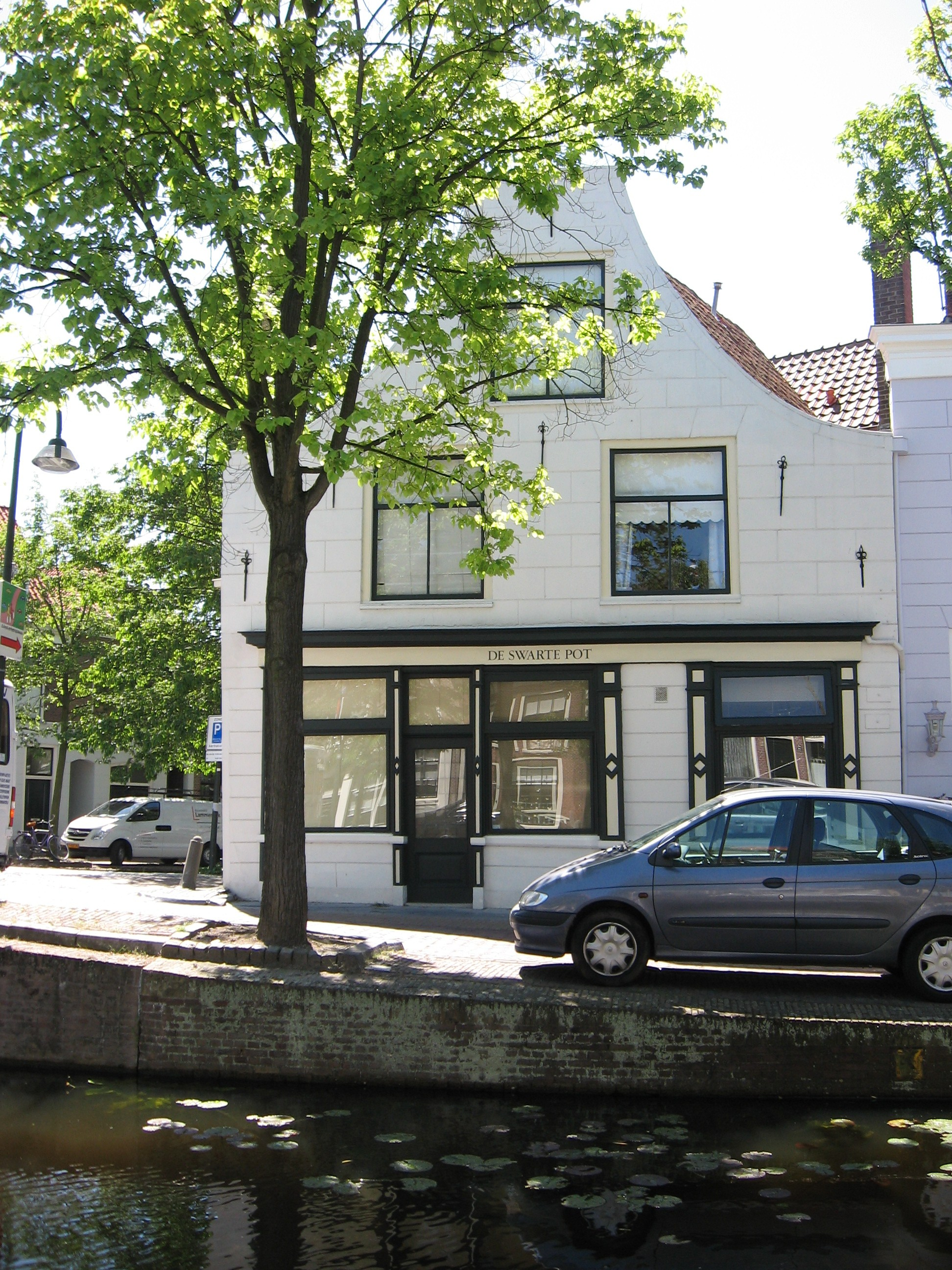
Hoekpand Oosteinde en Molslaan
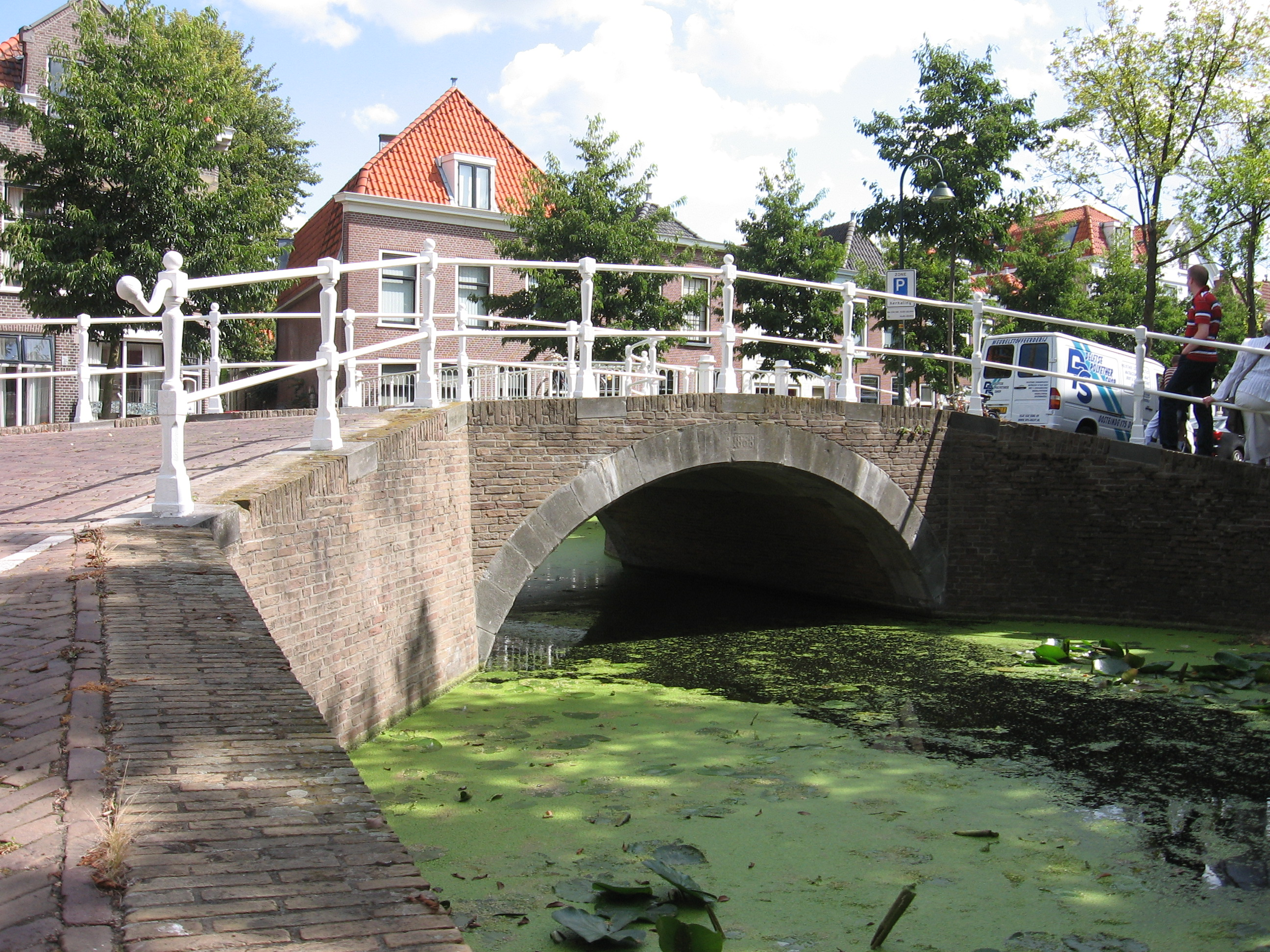
Musquetierbrug over Verwersdijk t.o. Molenstraat

Eerste noord-zuid hoofdgracht: Oude Delft en Noordeinde
Tweede noord-zuid hoofdgracht: Nieuwe Delft (Korte/Lange Geer ·
Koornmarkt ·
Wijnhaven ·
Hippolytusbuurt ·
Voorstraat)
Derde noord-zuid hoofdgracht: Verwersdijk ·
Vrouwjuttenland ·
Burgwal ·
Brabantse Turfmarkt ·
Achterom
     Verlegging: Vrouwenregt · Oosteinde
Oost-west grachten:
Voldersgracht ·
Molslaan ·
Gasthuislaan ·
Zuidergracht
Binnenwatersloot ·
Nieuwe en Oude Langendijk ·
Vlamingstraat ·
Rietveld ·
Kantoorgracht
Buiten het centrum:
Buitenwatersloot ·
Westsingelgracht